# Kyujanggak

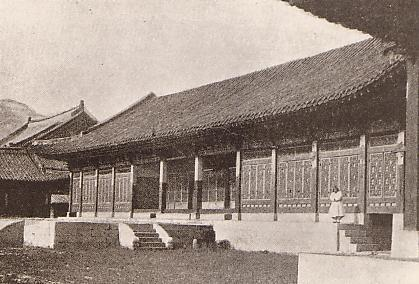
Kyujanggak
Hangul - 규장각
Hanja - 奎章閣

Kyujanggak, también conocida como Gyujanggak, fue la biblioteca real de la Dinastía Joseon.
Fundada en 1776 por orden del rey de Joseon Jeongjo, en ese momento se encontraba en los terrenos del Palacio Changdeokgung.
Hoy en día se conoce como Kyujanggak Biblioteca Real o Kyujanggak Archives se mantienen por el Instituto Kyujanggak de Estudios Coreanos de la Universidad Nacional de Seúl, que se encuentra en Sillim-dong, Gwanak-gu, Seúl.
Funciona como un depósito de claves de los registros históricos de Corea y un centro para la investigación y la publicación de una revista anual titulada Kyujanggak.

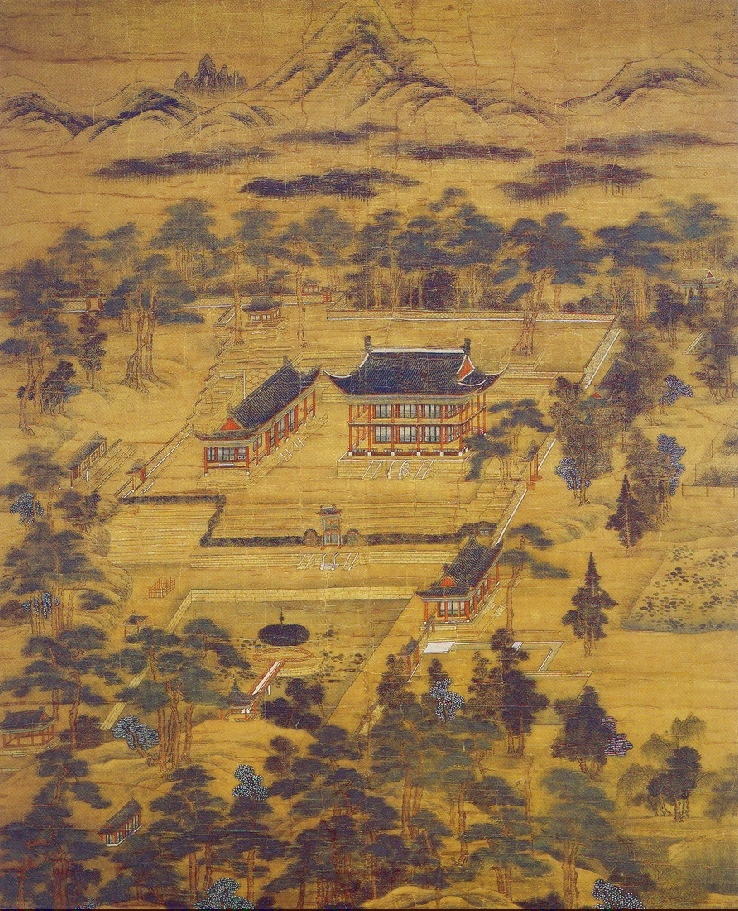
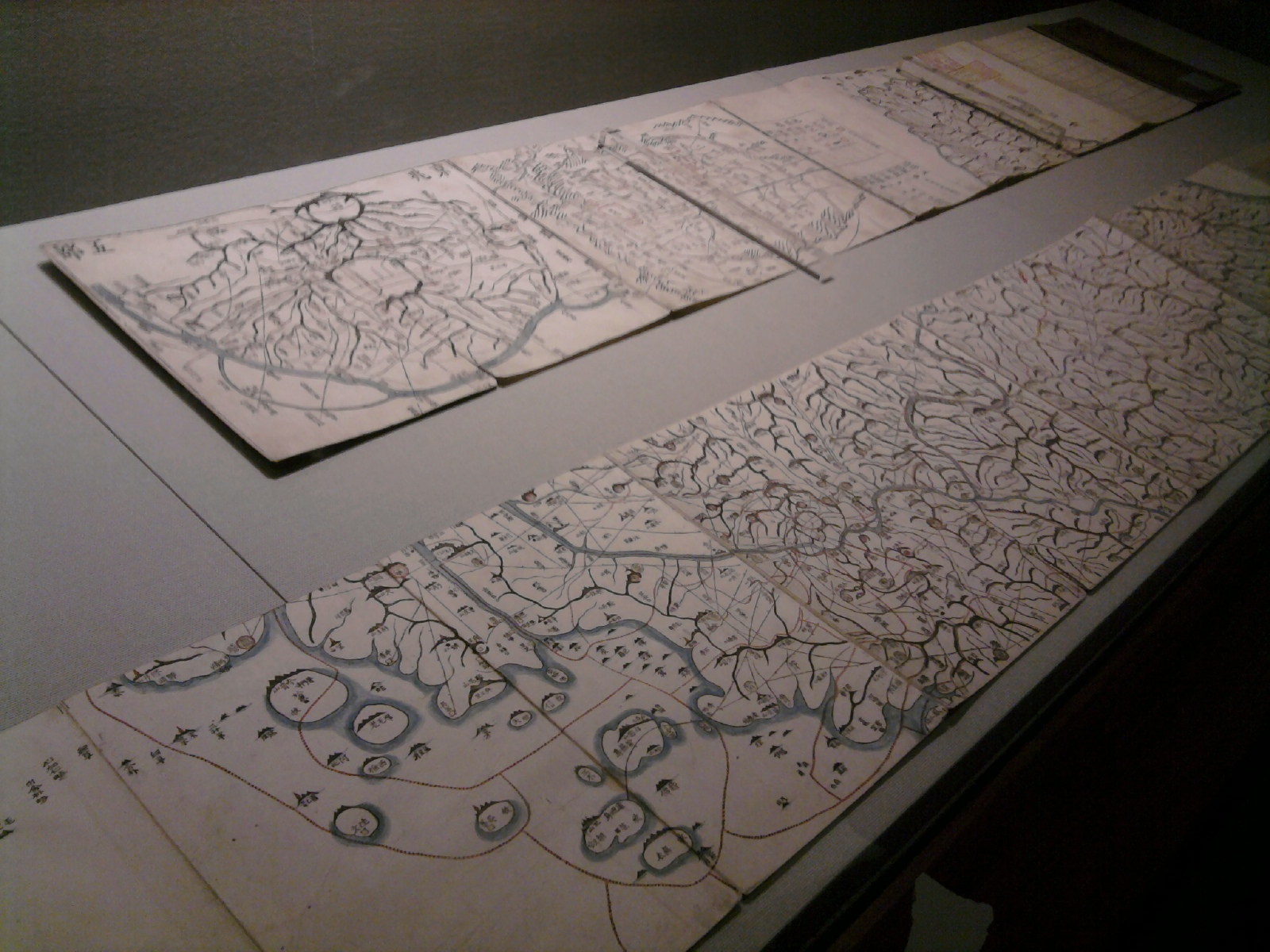